# イェレ・ヴォセン
イェレ・ヴォセン（Jelle Vossen、1989年3月22日 - ）は、ベルギー・ビルゼン出身のサッカー選手。SVズルテ・ワレヘム所属。ポジションはFW。

## 経歴
2010年、フォッセンはヘンクに復帰した。 2014年9月1日、フォッセンはミドルズブラに加入した。
2015年7月6日、バーンリーがフォッセンを非公開の移籍金で3年契約にて獲得したことが発表された。 しかし、バーンリーとの契約から2か月足らずの2015年8月30日、フォッセンはクラブ・ブルージュと5年契約を結んだ。 2020年1月30日、フォッセンはズルテ・ワレヘムに移籍した。

## 代表歴
ベルギー代表として2009年5月29日、親善試合のチリ代表戦でデビューを果たした。2010年10月12日のオーストリア戦で代表初得点を挙げた。

## タイトル
クラブ・ブルッヘ
- ジュピラー・プロ・リーグ : 2015-16, 2017-18
- ベルギー・スーパーカップ : 2018